# Pseudopercis semifasciata
Pseudopercis semifasciata är en fiskart som först beskrevs av Cuvier 1829.  Pseudopercis semifasciata ingår i släktet Pseudopercis och familjen Pinguipedidae. Inga underarter finns listade i Catalogue of Life.